# Tracey Gaudry

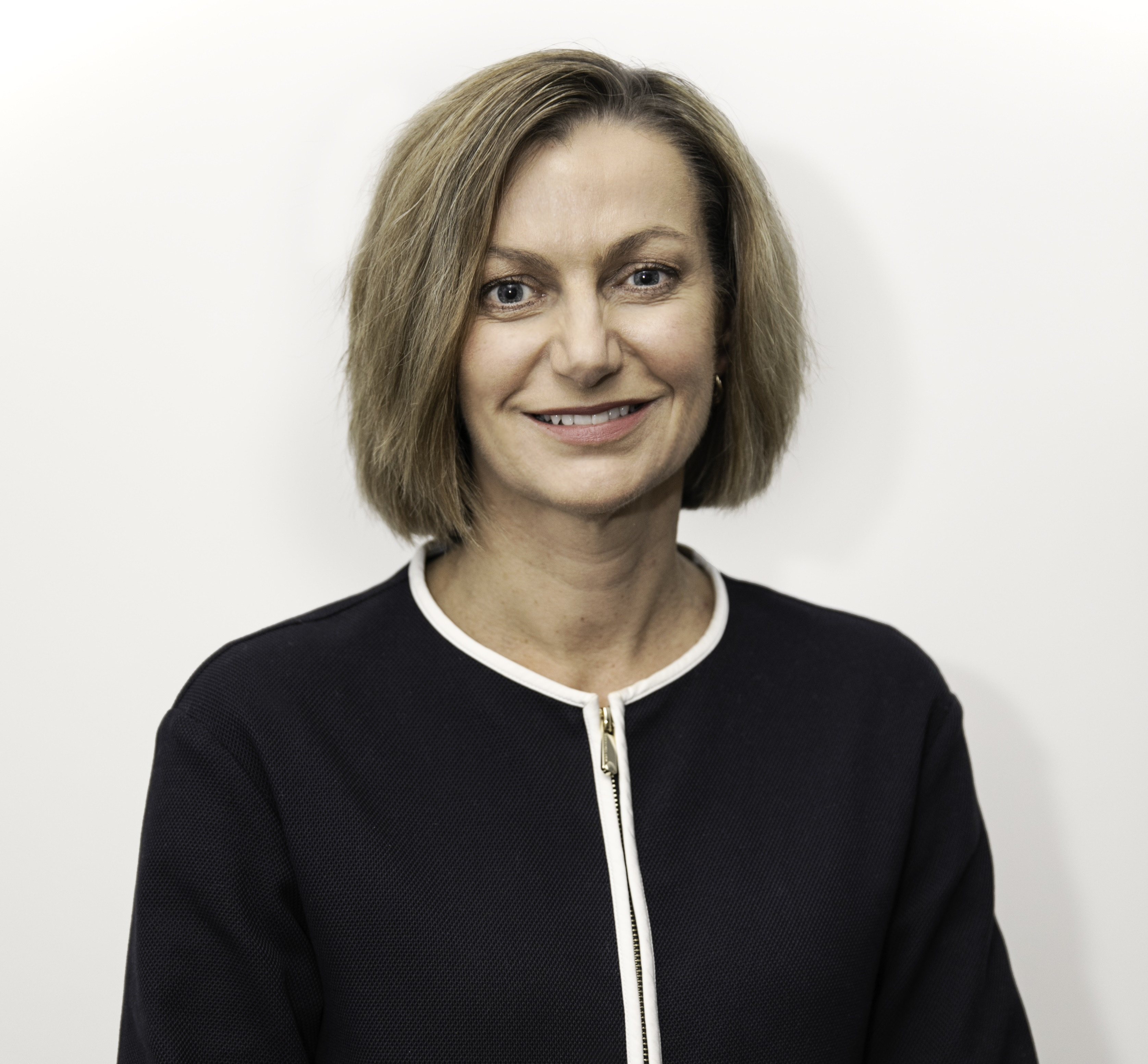
Tracey Gaudry, 2018

Tracey Gaudry, geb. Watson (* 17. Juni 1969 in Yallourn, Victoria) ist eine ehemalige australische Radrennfahrerin und heutige Radsportfunktionärin.

## Radsportlerin
Während ihrer Karriere als Sportlerin fuhr Tracey Watson 1999 für das französische Radsportteam Ebly und 2000 für die US-amerikanische Mannschaft Timex.
1999 wurde sie Gesamtdritte im Rad-Weltcup der Frauen und gewann dabei den fünften Wettbewerb der Serie, das kanadische Eintagesrennen Coupe du Monde Cycliste Féminine de Montréal. Außerdem wurde sie australische Meisterin im Straßenfahren. Im Folgejahr gewann sie den Titel im Einzelzeitfahren.
Gaudry vertrat Australien bei den Olympischen Sommerspielen 1996 und 2000 sowie bei mehreren UCI-Straßen-Weltmeisterschaften, wobei ihre beste Platzierung der elfte Rang im Einzelzeitfahren der Weltmeisterschaft 2000 war.

## Sportfunktionärin
Nach ihrer Karriere als aktive Sportlerin nahm Gaudry verschiedene Funktion im australischen Sport war: Sie ist seit 2010 Mitglied des australischen Anti-doping Review Violation Panel, war u. a. 2011 bis 2012 Mitglied der Führungsebene des australischen Radsportverbands und 2001 bis 2007 Mitglied des Australian Institute of Sport Ethics Committee.
Im Jahr 2010 wurde Gaudrey zum Chief Executive Officer der Amy Gillett Foundation benannt, die sich im Gedenken an die 2005 bei der Thüringen-Rundfahrt der Frauen tödlich verunglückten Amy Gillett um die Rehabilitation der mit Gillett verunglückten Rennfahrerinnen, der Förderung talentierter Nachwuchsradsportlerinnen und der Sicherheit der Radfahrer auf öffentlichen Straßen beschäftigt.
Am 2. Dezember 2012 wurde Gaudry zur Präsidentin des Ozeanischen Radsportverbands als Nachfolgerin von Michael Turtur gewählt, dem ein Interessenkonflikt zwischen dem Kontinentalverband und seiner Position als Rennorganisator der Tour Down Under insbesondere auch im Hinblick auf die Behandlung der Dopingaffäre Lance Armstrong vorgeworfen wurde. Diesen Posten hatte sie bis 2021 inne. Aufgrund dieser Präsidentschaft wurde Gaudry automatisch Mitglied des Management Committee der Union Cycliste Internationale (UCI).
Nachdem Brian Cookson im September 2013 zum Präsidenten der UCI gewählt wurde und Pat McQuaid ablöste, ernannte er Gaudry zu einer seiner drei Vizepräsidenten. Gaudry wurde überdies zur Präsidentin der neugeschaffenen UCI-Kommission für den Frauenradsport ernannt.